# Su-8 (航空機)
Su-8
- 用途：地上攻撃機
- 設計者：スホーイ設計局
- 製造者：
- 運用者： ソビエト連邦（ソ連空軍）
- 初飛行：1944年
- 生産数：2機

Su-8(Sukhoi Su-8) またはDDBSh (ロシア語: Су-8 ДДБШ - Двухмоторный Двухместный Бронированный Штурмовик - 双発複座装甲地上攻撃機) は第二次世界大戦中のソビエト連邦の試作地上攻撃機である。

## 開発
スホーイが軽量なSu-6攻撃機を完成させている間に、設計局では大型で重武装・重装甲のSu-8も開発していた。
1942年5月、ソ連の軍事司令官たちは、飛行場から遠く離れた場所で行われる地上軍による攻勢を支援でき、また前線の後方で敵の通信線を攻撃できる航空機が必要であることを認識した。設計は加速度的な速さで行われ、機体の構造設計は1942年8月に開始されたが、図面は1942年9月20日以前に完成した。
ドイツの侵攻とスホーイ設計局のツシノへの疎開により作業は遅延したが、2種類の試作機は1943年モロトフの第19工場で1機目は5月に、2機目は8月に完成した。初飛行は1944年の5月11日に行われ、同年末まで続いた。飛行試験はシュベツォフ M-71の信頼性の低さにより遅延した。試験は成功裏に終わったものの、Su-8の量産は許可されなかった。この時既にソ連赤軍はドイツ国境に達しており、既に使用されているIl-2より航続距離が長いことはもはや重要ではなかった。
エンジンをミクーリン AM-42に変更する試みが行われたが、それ以上の発展は見られなかった。
Su-8は木金複合構造だった。コックピット周辺は装甲されており、胴体はアルミニウム製で、尾部は木製モノコック構造だった。主翼構造には鋼鉄とアルミニウムが使用され、主翼外板は合板だった。方向舵は全金属製だった。コックピットのほか、エンジンと燃料タンク、オイルクーラーは完全に装甲されていた。装甲の総重量は1,680 kg (3,705 lb)で、これはIl-2の装甲重量の2倍相当だった。

## 要目 (Su-8)
- 乗員：2名
- 全長：13.5 m
- 全幅：20.5 m
- 全高：5.11 m
- 翼面積：60 m²
- 空虚重量：9,180 kg
- 全備重量：12,425 kg
- 最大離陸重量：13,380 kg

- エンジン：2 × シュベツォフ M-71 星型エンジン, 1,640 kW (2,200 hp)
- 最大速度：550 km/h (高度 4,600m)にて
- 航続距離：1,450 km
- 実用上限高度：9,000 m
- 上昇率：5,000mまで9分

- 武装
  - 4 × 37mm NS-37機関砲または 4 × 45mm NS-45機関砲 (胴体下面)
  - 9 × 7.62mm ShKAS機関銃 (片翼にそれぞれ4丁、下部銃塔に1丁)
  - 1 × 12.7mm UBT 機関銃 (上部砲塔)
  - 爆弾 1,400 kg